# Ruud Adrianus Jolie
Rudolf Adrianus Jolie (Tilburg, 19 aprile 1976) è un chitarrista olandese, famoso per la sua militanza nei Within Temptation.

## Biografia
Ruud Jolie è il chitarrista della symphonic metal band Within Temptation.
È figlio unico e, crescendo, si appassionò sempre più alla musica. Il suo primo strumento fu la tastiera, infatti decise di iniziare a suonare la chitarra solo dopo aver visto un video degli Iron Maiden in concerto; terminata la scuola, nel 1999, Ruud si diplomò al conservatorio come chitarrista jazz.

### Prime band
Ruud iniziò a suonare per molte band locali. La prima band con cui si esibì fu la nu metal band Brotherhood Foundation, con la quale, nel 1998, arrivo ad esibirsi al Dynamo Open Air festival in Repubblica Ceca, ove Ruud conobbe per la prima volta i Within Temptation.
Dopo due anni passati, con i Brotherhood Foundation, nel 2001 Ruud si unì all'alternative rock band Vals Licht, con la quale pubblicò diversi singoli, uno dei quali, Het Licht, entrò nella Top Ten olandese.

### Within Temptation
Un mese dopo il successo dei Vals Licht, Ruud ricevette una chiamata dai Within Temptation, che lo invitavano ad unirsi a loro in sostituzione di Michiel Papenhove. Ruud rifiutò perché, visto il successo di Het Licht, non gli sembrava corretto lasciare la sua band. Pochi mesi dopo fu diagnosticato il cancro al batterista dei Vals Licht, Johann De Groot, portando la band allo scioglimento. Allora Ruud fu nuovamente chiamato dai Within Temptation, ma egli accettò a patto di rimanere solo fino a che non fosse stato trovato un nuovo chitarrista.
Nell'estate 2002, i Within Temptation si esibirono a Città del Messico e Ruud, nelle vesti di sostituto, dovette sostenere questo insolito viaggio. Tuttavia, terminato il concerto, aveva talmente legato con i membri dei Within Temptation che accetto permanente il ruolo di chitarrista.
Finora con i Within Temptation ha registrato due 5 album e 5 DVD. Inoltre, durante i concerti è lui che suona gli assoli di chitarra, soprattutto perché, essendo anche un insegnante, risulta essere piuttosto tecnico.

## Discografia
Con i Within Temptation

- 2004 – The Silent Force
- 2007 – The Heart of Everything
- 2011 – The Unforgiving
- 2013 – The Q-Music Sessions
- 2014 – Hydra

Con i Maiden uniteD
- 2010 – Mind the Acoustic Pieces
- 2012 – Across the Seventh Sea
- 2015 – Remembrance

Con i For All We Know
- 2011 – For All We Know

## Equipaggiamento
Chitarra
- Mayones – 7 corde
- PRS – 7 corde
- Gibson – 7 corde

Amplificatore
- Bogner Uberschall